# Marcus Hirrius Fronto Neratius Pansa
Marcus Hirrius Fronto Neratius Pansa war ein im 1. Jahrhundert n. Chr. lebender römischer Politiker.
Die Anfänge der Laufbahn von Pansa lassen sich durch eine Inschrift in griechischer Sprache, die in Oinoanda gefunden wurde, wie folgt rekonstruieren. Seine erste bekannte Position war das Kommando einer Legion, deren Nummer mit XX beginnt (πρεσβευτην λεγεωνος εἰκοστης); dabei handelte es sich wahrscheinlich um die Legio XXI Rapax, die um 69/70 an der Niederschlagung des Bataveraufstandes teilnahm. Danach wurde er Statthalter in der Provinz Lycia;  er dürfte in den Amtsjahren 70/71 bis 71/72 Statthalter gewesen sein.
Durch eine Inschrift, die in Saepinum gefunden wurde, sind weitere Stationen seiner Laufbahn bekannt. Nach seiner Rückkehr erreichte er in Rom zu einem unbestimmten Zeitpunkt, vermutlich im Jahr 73 (oder 74) ein Suffektkonsulat. Während er sich in Rom aufhielt, wurde er curator aedium sacrarum et operum locorumque publicorum. Darüber hinaus wurde er unter die Patrizier aufgenommen (adlectus inter patricios); wahrscheinlich geschah dies während der gemeinsamen Censur von Vespasian und Titus. Um 76 war er als censitor in der Regio X Italiens tätig.
Danach war er um 77/78 als Legatus pro praetore Kommandeur von Streitkräften, die wahrscheinlich im Grenzgebiet zu Armenien eingesetzt wurden. Er erhielt für seine Leistungen militärische Auszeichnungen (Dona Militaria), darunter waren Corona muralis und Corona vallaris. Während seiner Abwesenheit wurde er in Rom in das Priesterkollegium der XV viri sacris faciundis aufgenommen. Seine letzte bekannte Tätigkeit war Statthalter (legatus pro praetore) in der Provinz Galatia et Cappadocia, wo er durch eine weitere Inschrift in griechischer Sprache sowie durch Münzen belegt ist; er amtierte von ca. 78/79 bis 79/80 in der Provinz.
Pansa stammte aus Saepinum in Samnium, gehörte zum Geschlecht (Gens) der Neratii und wurde von einem Hirrius Fronto adoptiert. Aus einer weiteren Inschrift in griechischer Sprache geht hervor, dass sein Adoptivsohn Marcus Neratius Marcellus war.